# Puntius flavifuscus
 Puntius flavifuscus és una espècie de peix cipriniforme de la família dels ciprínids.

## Morfologia
Els mascles poden assolir els 10,5 cm de longitud total.

## Distribució geogràfica
Es troba al llac Lanao (Mindanao, Filipines).